# Irina Olchownikowa
Irina Olchownikowa (russisch Ирина Ольховникова, engl. Transkription Irina Olkhovnikova; * 8. September 1959) ist eine ehemalige sowjetische Sprinterin.
Bei den Leichtathletik-Europameisterschaften 1982 in Athen gewann sie Bronze in der 4-mal-400-Meter-Staffel. In der 4-mal-100-Meter-Staffel wurde sie Fünfte, und über 200 m schied sie im Vorlauf aus.
1983 wurde sie bei den Leichtathletik-Weltmeisterschaften in Helsinki Sechste in der 4-mal-100-Meter-Staffel und erreichte über 200 m das Halbfinale.
1983 wurde sie Sowjetische Meisterin über 200 m.

## Persönliche Bestzeiten
- 200 m: 22,99 s, 11. Juni 1983, Moskau
- 400 m: 51,19 s, 14. August 1982, Kiew